# Rotation
För andra betydelser, se Rotation (olika betydelser).
Rotation är rörelsen hos en fysisk kropp runt en rät linje – rotationsaxeln. Om rotationsaxeln passerar genom kroppen så sägs denna även vrida sig, snurra eller spinna. Om rotationsaxeln inte passerar kroppen sägs denna även cirkulera runt axeln. Exempelvis cirkulerar jorden runt solen, samtidigt som den vrider sig runt jordaxeln.

## Funktion och exempel
Rotationsaxeln är den räta linje som rotationen sker kring, och denna linje kan befinna sig inom eller utanför den kropp som roterar. Exempelvis roterar jorden runt sin egen axel, som löper genom jorden från pol till pol. Jorden roterar även runt solen i en omloppsbana, som kan approximeras som en rotation runt en punkt som befinner sig 1 astronomisk enhet bort (egentligen är jordens omloppsbana elliptisk).
Runt jorden roterar i sin tur dess måne. Denna roterar ett varv runt sin egen axel på exakt 1 jorddygn, vilket innebär att denna himlakropp alltid visar samma sida (i stort sett, se Libration) mot jorden.
Rotation är en mer eller mindre cirkulär rörelse som förekommer på många ställen i naturen. Virvelvindar roterar runt sin egen axel, havsströmmar roterar ibland i cirklar. Lågtryck och tropiska cykoner snurrar runt, samtidigt som de ofta rör sig framåt åt något håll. Luftmassan rör sig runt centrum i anticykloner, vilket innebär bildandet av ett högtryck.
Viktiga mekaniska principer relaterade till rotation ingår i viktiga uppfinningar och maskiner som hjälpt till att bygga den mänskliga civilisationen. Den kanske enklaste sådana är hjulet, en cirkulär skiva eller vals som rör sig över en yta och transporterar en last som vilar på den axel som hjulet är förbundet med. Samma teknik används av en drejskiva, som numera anses vara den äldsta användningen av ett hjul. En elektrisk motor innehåller spolar, kring vars axel elektroner roterar, vilket skapar magnetfält, som i sin tur genererar mekanisk kraft.